# Reulle-Vergy
Reulle-Vergy est une commune française située dans le département de la Côte-d'Or en région Bourgogne-Franche-Comté.

## Géographie

### Climat
Pour des articles plus généraux, voir Climat de la Bourgogne-Franche-Comté et Climat de la Côte-d'Or.
En 2010, le climat de la commune est de type climat des marges montargnardes, selon une étude du Centre national de la recherche scientifique s'appuyant sur une série de données couvrant la période 1971-2000. En 2020, Météo-France publie une typologie des climats de la France métropolitaine dans laquelle la commune est exposée à un climat océanique altéré et est dans la région climatique  Bourgogne, vallée de la Saône, caractérisée par un bon ensoleillement (1 900 h/an), un été chaud (18,5 °C), un air sec au printemps et en été et des vents faibles. 
Pour la période 1971-2000, la température annuelle moyenne est de 10 °C, avec une amplitude thermique annuelle de 17 °C. Le cumul annuel moyen de précipitations est de 928 mm, avec 12,3 jours de précipitations en janvier et 7,7 jours en juillet. Pour la période 1991-2020, la température moyenne annuelle observée sur la station météorologique de Météo-France la plus proche, « Marsannay la Cote », sur la commune de Marsannay-la-Côte à 12 km à vol d'oiseau, est de 11,7 °C et le cumul annuel moyen de précipitations est de 803,0 mm,. Pour l'avenir, les paramètres climatiques de la commune estimés pour 2050 selon différents scénarios d'émission de gaz à effet de serre sont consultables sur un site dédié publié par Météo-France en novembre 2022.

## Urbanisme

### Typologie
Au 1er janvier 2024, Reulle-Vergy est catégorisée commune rurale à habitat dispersé, selon la nouvelle grille communale de densité à 7 niveaux définie par l'Insee en 2022.
Elle est située hors unité urbaine. Par ailleurs la commune fait partie de l'aire d'attraction de Dijon, dont elle est une commune de la couronne,. Cette aire, qui regroupe 333 communes, est catégorisée dans les aires de 200 000 à moins de 700 000 habitants,.

### Occupation des sols
L'occupation des sols de la commune, telle qu'elle ressort de la base de données européenne d’occupation biophysique des sols Corine Land Cover (CLC), est marquée par l'importance des forêts et milieux semi-naturels (58,8 % en 2018), une proportion identique à celle de 1990 (58,8 %). La répartition détaillée en 2018 est la suivante : 
forêts (54,7 %), terres arables (30,3 %), prairies (6,4 %), zones agricoles hétérogènes (4,4 %), milieux à végétation arbustive et/ou herbacée (4,2 %). L'évolution de l’occupation des sols de la commune et de ses infrastructures peut être observée sur les différentes représentations cartographiques du territoire : la carte de Cassini (XVIIIe siècle), la carte d'état-major (1820-1866) et les cartes ou photos aériennes de l'IGN pour la période actuelle (1950 à aujourd'hui).

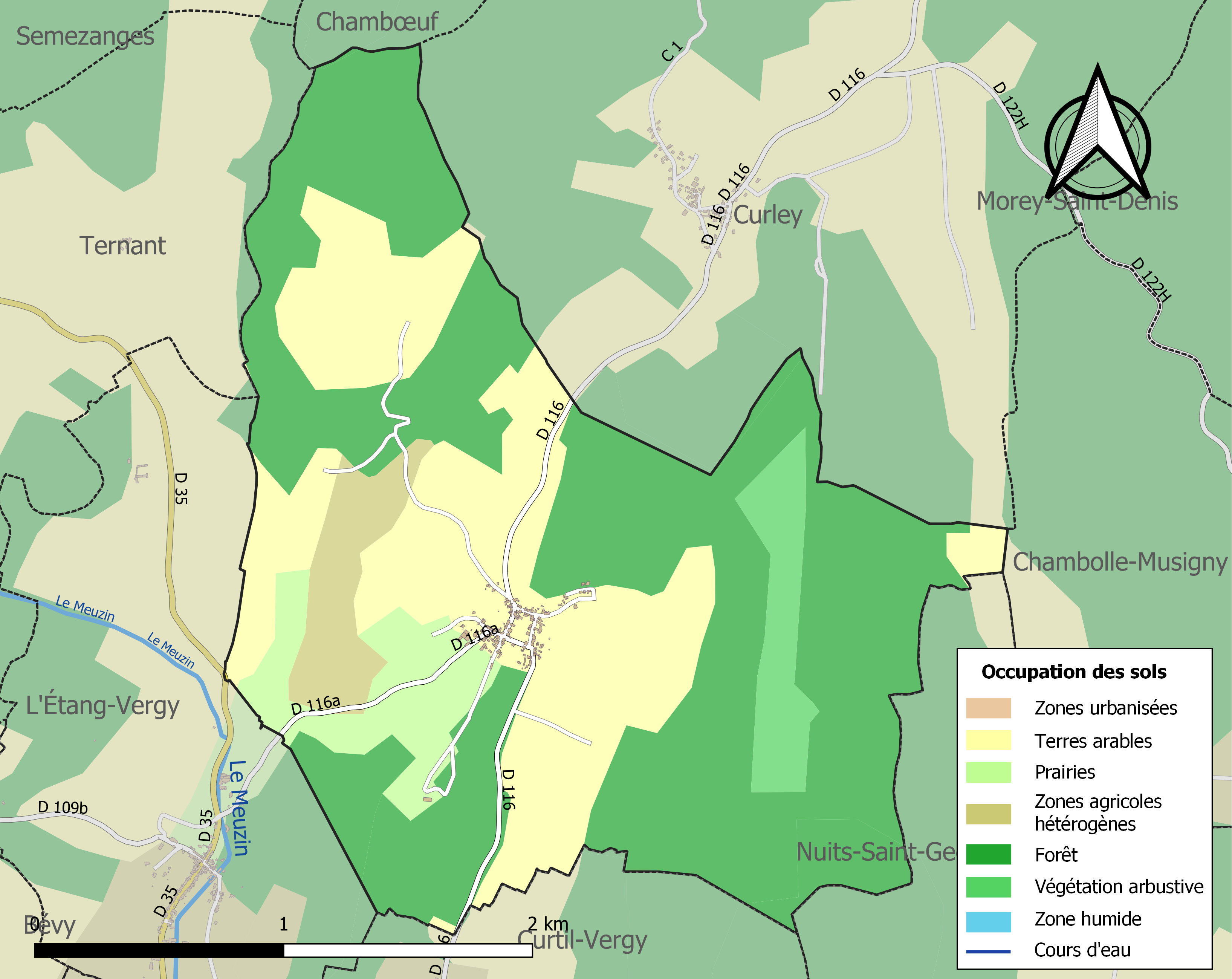
Carte des infrastructures et de l'occupation des sols de la commune en 2018 (CLC).

## Histoire
Reulle-Vergy est à l'entrée du chemin d'accès au château de Vergy sur la butte éponyme. Là où se dresse l'église Saint-Saturnin, se tenait le village de Vergy - encore inscrit sur la carte d'état-major du XIXe siècle.

## Politique et administration
| Période                                  | Période  | Identité        | Étiquette | Qualité |
| ---------------------------------------- | -------- | --------------- | --------- | ------- |
| mars 2001                                | mai 2020 | Aleth Detot     |           |         |
| mai 2020                                 | En cours | Laurent Bedenne |           |         |
| Les données manquantes sont à compléter. |          |                 |           |         |

## Démographie
L'évolution du nombre d'habitants est connue à travers les recensements de la population effectués dans la commune depuis 1793. Pour les communes de moins de 10 000 habitants, une enquête de recensement portant sur toute la population est réalisée tous les cinq ans, les populations de référence des années intermédiaires étant quant à elles estimées par interpolation ou extrapolation. Pour la commune, le premier recensement exhaustif entrant dans le cadre du nouveau dispositif a été réalisé en 2005.

En 2022, la commune comptait 163 habitants, en évolution de +21,64 % par rapport à 2016 (Côte-d'Or : +0,82 %, France hors Mayotte : +2,11 %).
| 1793 | 1800 | 1806 | 1821 | 1836 | 1841 | 1846 | 1851 | 1856 |
| ---- | ---- | ---- | ---- | ---- | ---- | ---- | ---- | ---- |
| 794  | 238  | 231  | 256  | 266  | 232  | 221  | 213  | 218  |

| 1861 | 1866 | 1872 | 1876 | 1881 | 1886 | 1891 | 1896 | 1901 |
| ---- | ---- | ---- | ---- | ---- | ---- | ---- | ---- | ---- |
| 214  | 208  | 204  | 182  | 184  | 182  | 188  | 176  | 167  |

| 1906 | 1911 | 1921 | 1926 | 1931 | 1936 | 1946 | 1954 | 1962 |
| ---- | ---- | ---- | ---- | ---- | ---- | ---- | ---- | ---- |
| 157  | 128  | 121  | 135  | 108  | 111  | 91   | 99   | 100  |

| 1968 | 1975 | 1982 | 1990 | 1999 | 2005 | 2006 | 2010 | 2015 |
| ---- | ---- | ---- | ---- | ---- | ---- | ---- | ---- | ---- |
| 98   | 82   | 84   | 105  | 99   | 100  | 93   | 120  | 135  |

| 2020 | 2022 | - | - | - | - | - | - | - |
| ---- | ---- | - | - | - | - | - | - | - |
| 158  | 163  | - | - | - | - | - | - | - |

## Culture locale et patrimoine

### Lieux et monuments
- Église Saint-Saturnin des XIIe et XIIIe siècles, inscrite MH depuis 1947[17].
- Ruines du château des sires de Vergy,  IXe siècle, rasé au XVe siècle.
- La mairie-lavoir, avec le lavoir au rez-de-chaussée et les bureaux en haut, construite en deux temps, en 1824 et 1836, par l'architecte dijonnais Claude Saintpère[18].

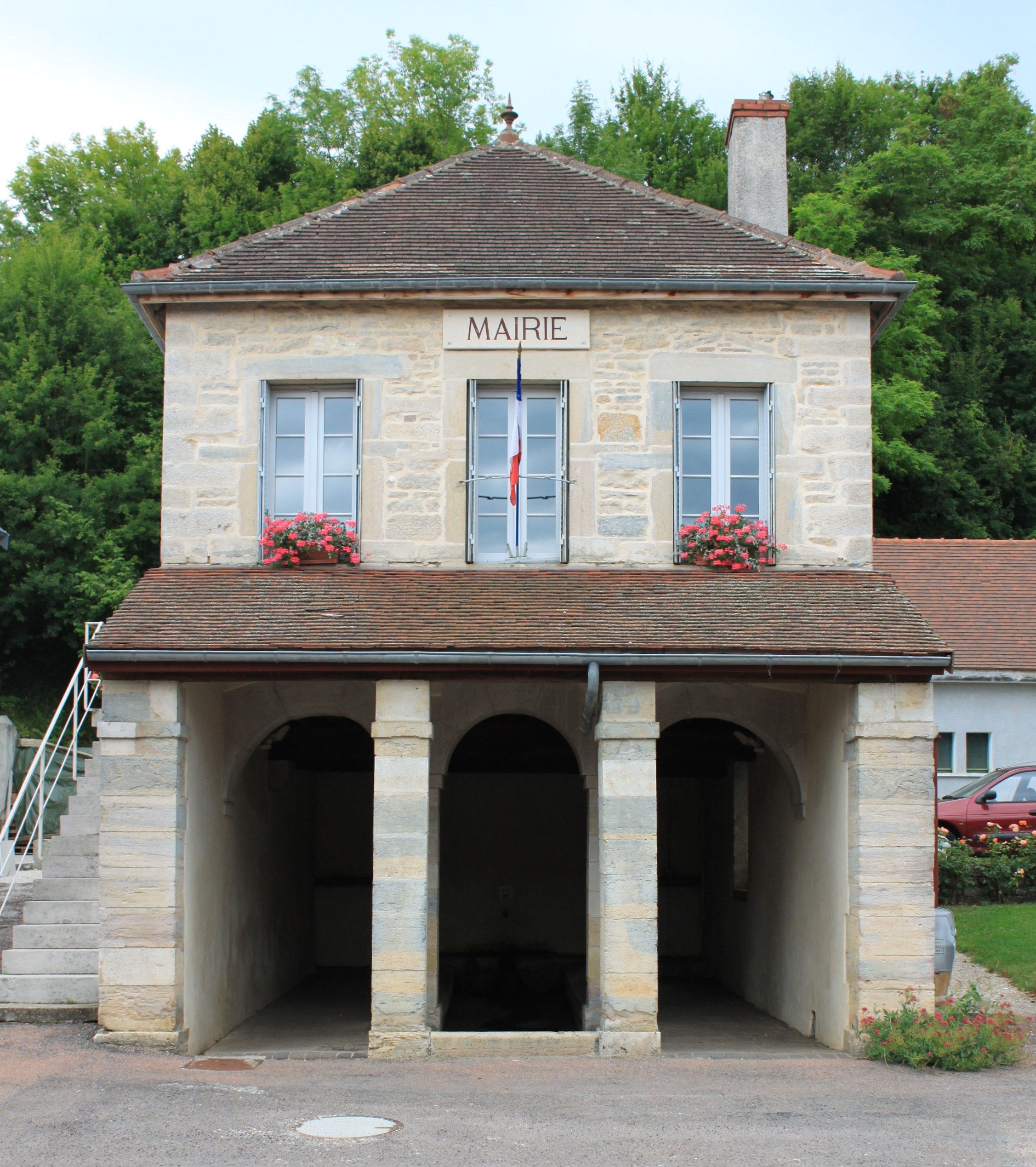
La mairie-lavoir
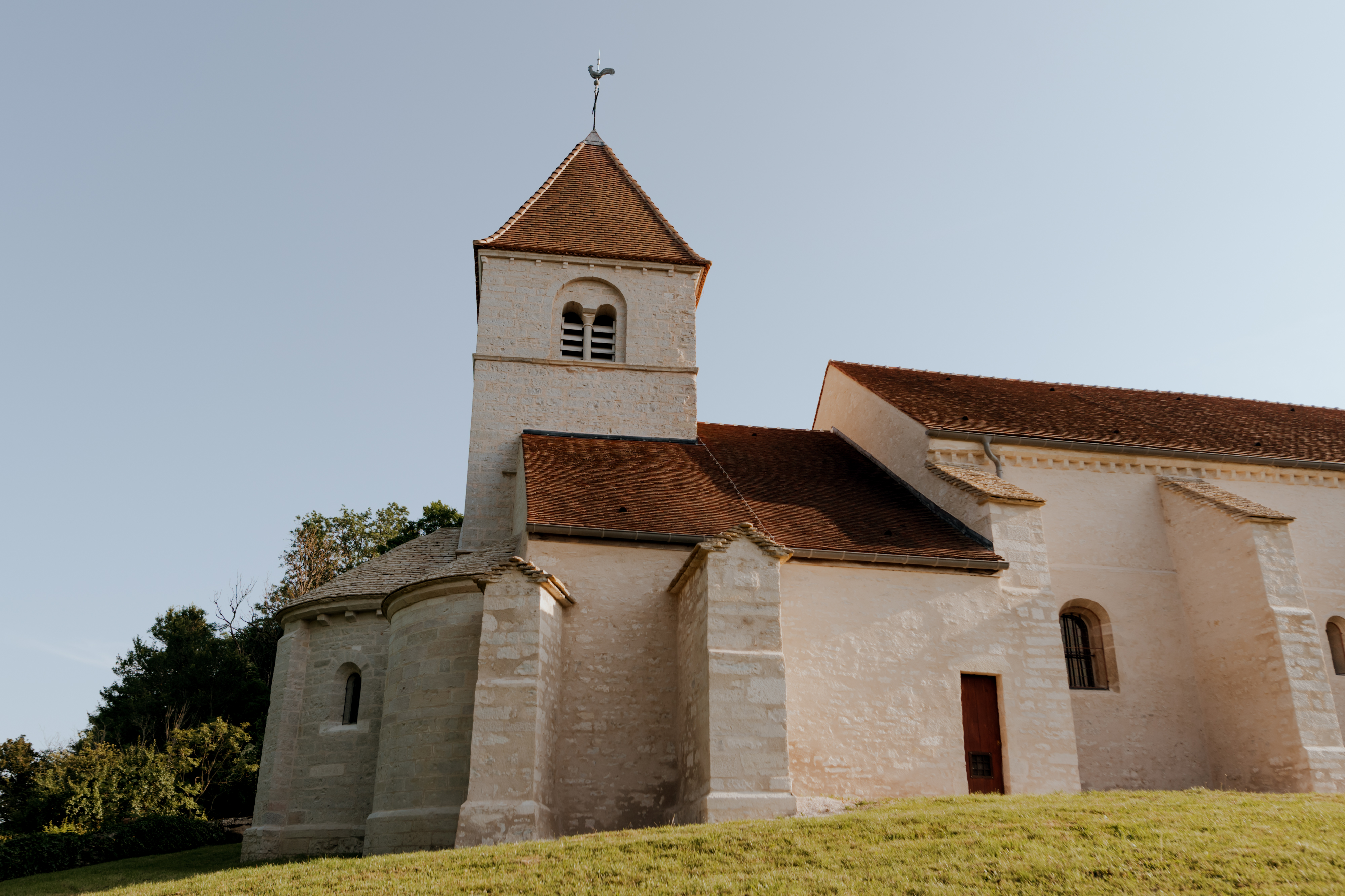
Église Saint-Saturnin.
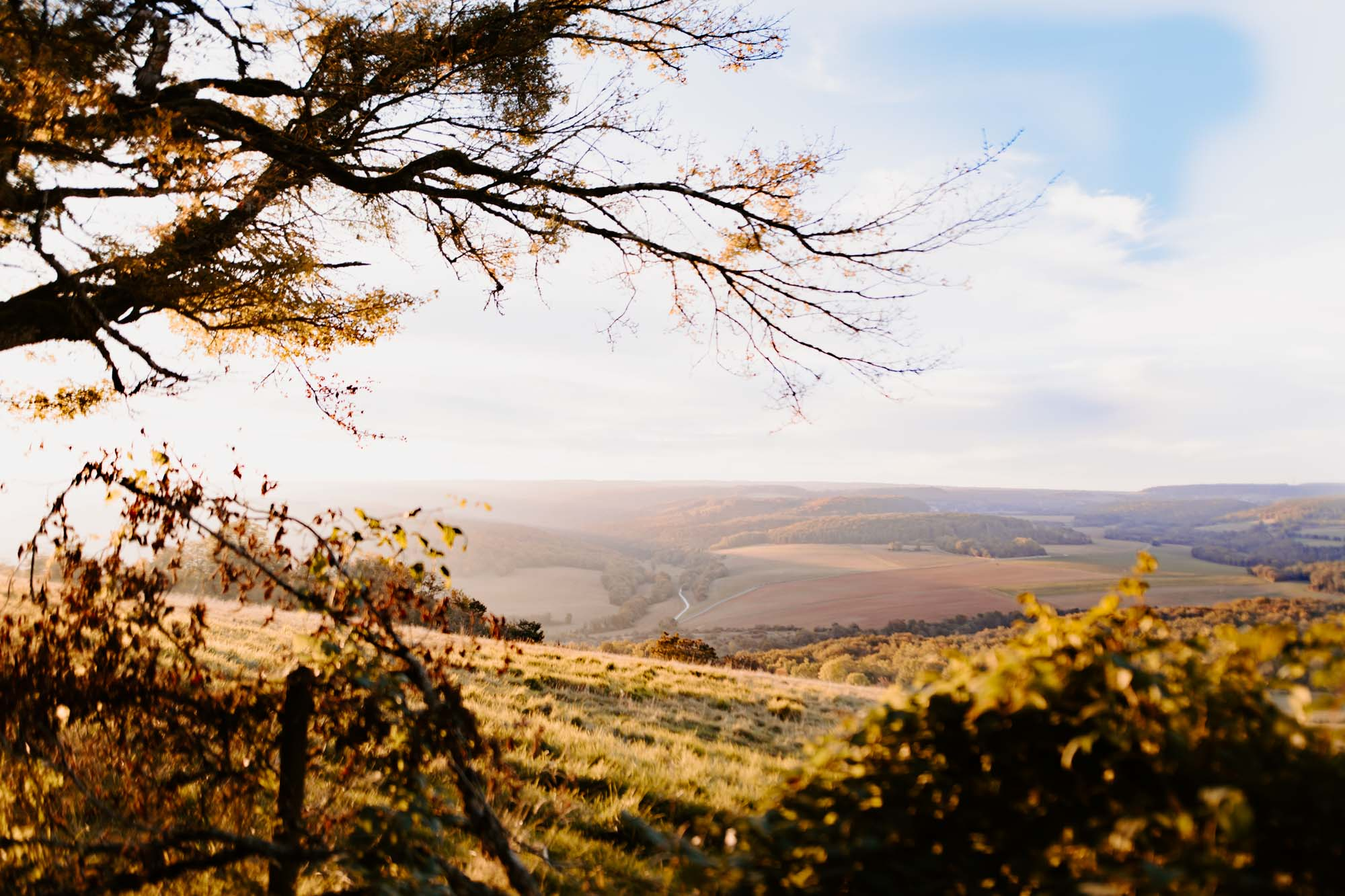
Butte de Vergy.

### Culture locale
- Depuis 1978 et la création de l'association Comité des fêtes, Reulle-Vergy, un « carrefour artisanal » se tient tous les ans au weekend de la Pentecôte. Les trois jours du carrefour artisanal de Reulle-Vergy sont aussi les trois jours de la Fête de l'enfance en Côte d'Or.

### Personnalités liées à la commune
- Maison de Vergy

### Héraldique

Armes de la maison de Vergy.

| Blason de Reulle-Vergy | Blason  | De gueules à trois roses d'or, au comble d'or combiné à une filière du même.                                                                     |
| Blason de Reulle-Vergy | Détails | Inspiré des armes de la famille de Vergy, qui portait : de gueules à trois quintefeuilles d'or. Le statut officiel du blason reste à déterminer. |